# Dick Westendorp
Dirk Maria (Dick) Westendorp (Den Haag, 15 juli 1939 – Breda, 13 juni 2022) was een Nederlands bestuurder.
Westendorp was sinds 1964 actief bij de Consumentenbond, waarvan in de periode 1982-1999 als directeur. In die jaren verscheen hij met enige regelmaat in de media. Onder zijn leiding maakte de Consumentenbond een flinke groei door, ook in professioneel opzicht. Hij kreeg de bijnaam "Mijnheer Consument".
Hij was zoon van de Friezen Dominicus Westendorp en Regina van der Werf. Zelf trouwde hij met Annemiek Smulders.
Het ambieerde die functie niet van jongs af aan. Hij kwam in 1962 als HBS-er en student economie echter bij die organisatie te werken; hij kwam als uitzendkracht via Kriterion. Hij was in 1972 al directiesecretaris en was regelmatig in een panel op televisie te zien in het consumentenprogramma Koning Klant van Wim Bosboom (seizoen 1972/1973). Soms ging hij zelf tot onderzoek over. In 1987 werd hij benoemd tot ridder in de Orde van Oranje Nassau (later officier). In 1987 werd hij vicevoorzitter van en in 1994 secretaris binnen de IOCU (International Organisation of Consumer Unions), waarbij circa tachtig landen waren aangesloten.
Eind jaren negentig ging hij het rustiger aandoen, maar hij werd binnen de bond ook minder geliefd; men gaf hem de schuld van een ledenverlies en een debacle bij de bouw van een nieuw hoofdkantoor. Zijn eigengereidheid hielp hem daarbij ook niet. Hij was liefhebber van jazz en dixieland.
Dick Westendorp overleed in 2022 op 82-jarige leeftijd.